# A Classic Case
A Classic Case é um álbum orquestral e o décimo sexto álbum de estúdio da banda britânica Jethro Tull apresentando a Orquestra Sinfônica de Londres conduzida por David Palmer. Foi gravado durante o verão de 1985 no CBS Studios em Londres. Lançado em 31 de dezembro de 1985 nos EUA, ficou em 93# lugar entre os mais vendidos.
Este é o único álbum inteiramente instrumental do Tull.

## Faixas
1. "Locomotive Breath" - 4:16
2. "Thick As A Brick" - 4:24
3. "Elegy" - 3:41
4. "Bourée" - 3:10
5. "Fly By Night" - 4:12
6. "Aqualung" - 6:22
7. "Too Old To Rock 'n' Roll; Too Young To Die" - 3:27
8. "Teacher / Bungle In The Jungle / Rainbow Blues / Locomotive Breath" - 3:58
9. "Living In The Past" - 3:29
10. "War Child" - 4:56